# Amandaba
Amandaba é um distrito do município brasileiro de Mirandópolis, no interior do estado de São Paulo.

## História

### Origem
O distrito teve origem no povoado que se desenvolveu ao redor da estação ferroviária Machado de Melo, inaugurada pela Estrada de Ferro Noroeste do Brasil em 01/09/1936.

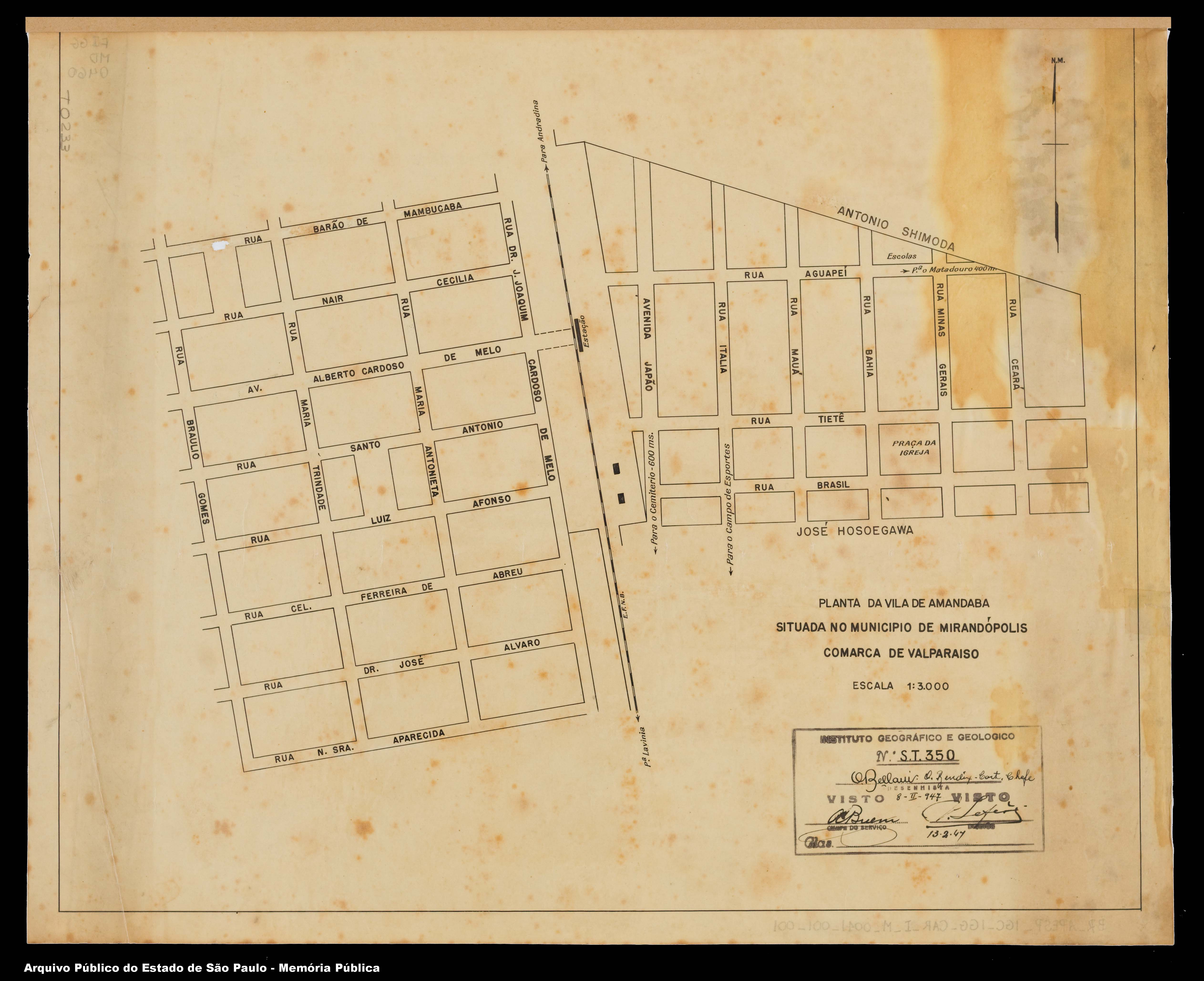
Planta da área urbana original.

### Formação administrativa
- O Decreto-Lei nº 12.803 de 13/07/1942 cria no distrito de Comandante Arbués (atual Mirandópolis), município de Valparaíso, a 2ª zona distrital (Machado de Melo), com sede na povoação deste nome[4].
- O distrito foi criado pelo Decreto-Lei n° 14.334 de 30/11/1944, com o povoado de Machado de Melo mais terras dos distritos sede de Mirandópolis e Pereira Barreto e do distrito de Guaraçaí, município de Andradina[5].
- Pela Lei n° 233 de 24/12/1948 perdeu terras para o distrito de Roteiro (atual Três Alianças)[6].

### Pedido de emancipação
O distrito tentou a emancipação político-administrativa e ser elevado à município, através de processo que deu entrada na Assembléia Legislativa do Estado de São Paulo no ano de 1948, mas como não atendia os requisitos necessários exigidos por lei para tal finalidade, o processo foi arquivado.

## Geografia

### Demografia

#### População urbana
| Crescimento população urbana | Crescimento população urbana | Crescimento população urbana | Crescimento população urbana |
| Censo                        | Pop.                         |                              | %±                           |
| ---------------------------- | ---------------------------- | ---------------------------- | ---------------------------- |
| 1950                         | 723                          |                              | —                            |
| 1960                         | 673                          |                              | −6,9%                        |
| 1970                         | 1 023                        |                              | 52,0%                        |
| 1980                         | 768                          |                              | −24,9%                       |
| 1991                         | 783                          |                              | 2,0%                         |
| 2000                         | 609                          |                              | −22,2%                       |
| 2010                         | 630                          |                              | 3,4%                         |
| Fonte: IBGE e Fundação SEADE |                              |                              |                              |

#### População total
Pelo Censo 2010 (IBGE) a população total do distrito era de 1 046 habitantes.

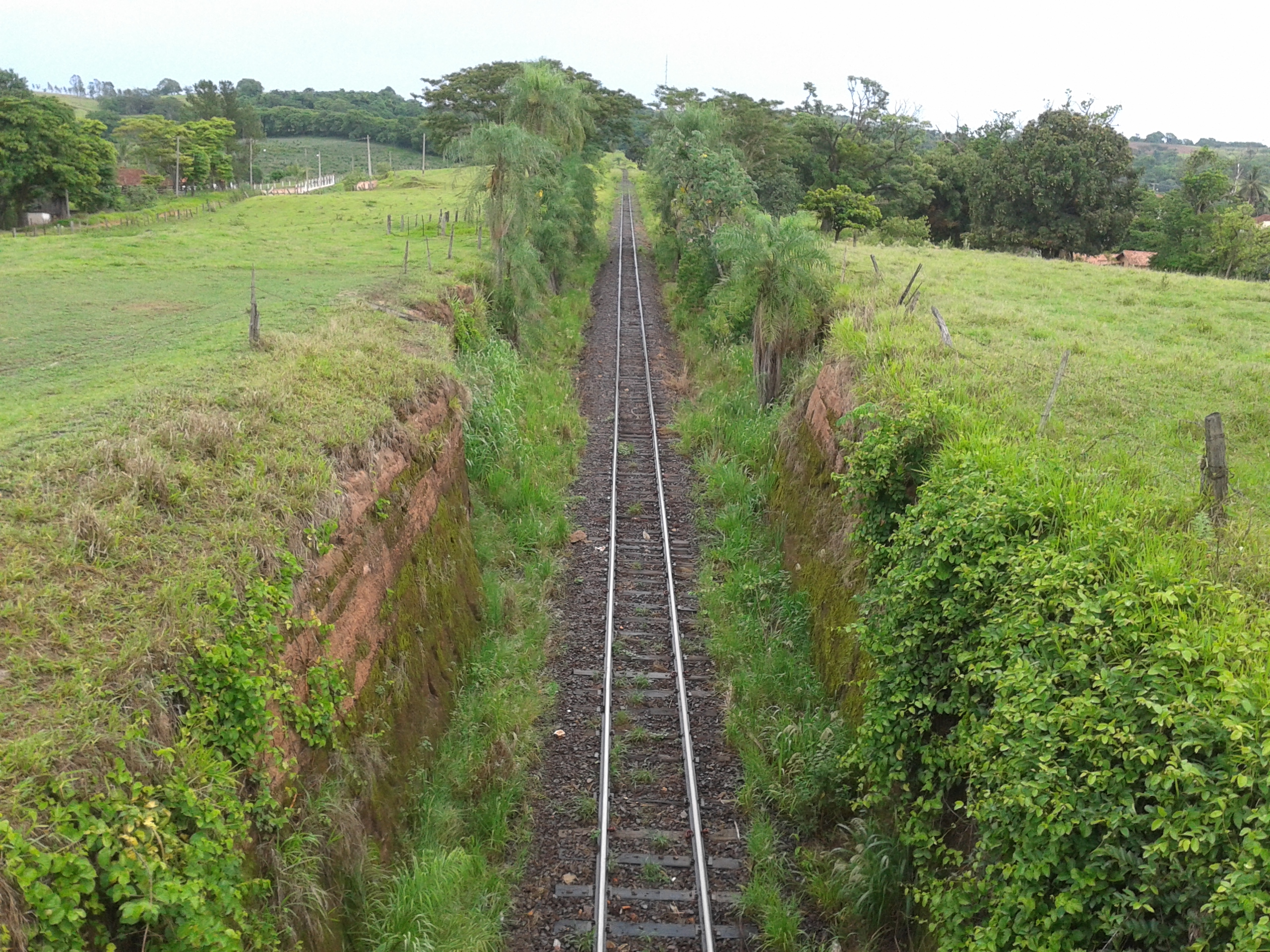
Trecho ferroviário em Amandaba.

### Área territorial
A área territorial do distrito é de 301,679 km².

### Rodovias
Estrada vicinal de acesso à cidade de Mirandópolis.

### Ferrovias
Linha Tronco (Estrada de Ferro Noroeste do Brasil), sendo a ferrovia operada atualmente pela Rumo Malha Oeste.

## Serviços públicos

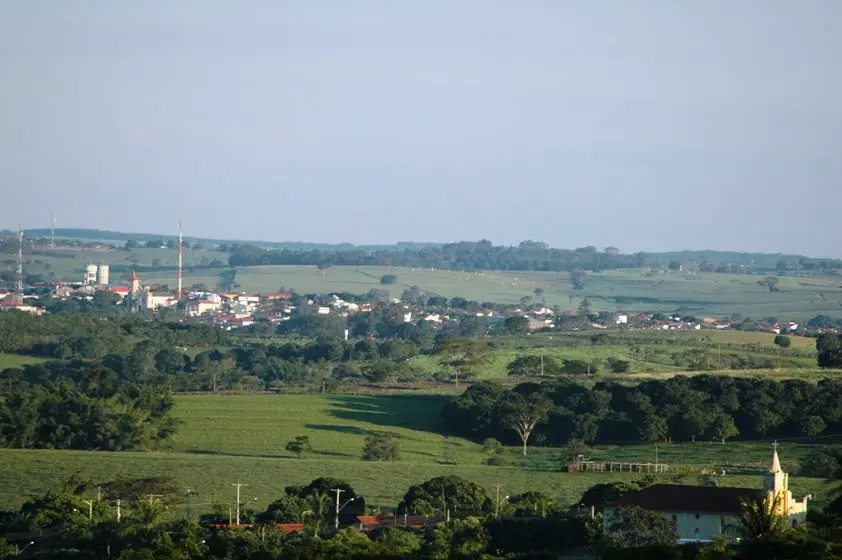
Vista de Amandaba.

### Registro civil
Atualmente é feito na sede do município, pois o Cartório de Registro Civil das Pessoas Naturais do distrito foi extinto pela Resolução nº 1 de 29/12/1971 do Tribunal de Justiça do Estado de São Paulo, e seu acervo foi recolhido ao cartório do distrito sede.

### Saneamento
O serviço de abastecimento de água é feito pelo Serviço Autônomo de Água e Esgoto de Mirandópolis (SAAEM).

### Energia
A responsável pelo abastecimento de energia elétrica é a Neoenergia Elektro, antiga CESP.

### Telecomunicações
O distrito era atendido pela Telecomunicações de São Paulo (TELESP) através da central telefônica de Mirandópolis. Em 1998 esta empresa foi vendida para a Telefônica, que em 2012 adotou a marca Vivo para suas operações.

## Religião
O Cristianismo se faz presente no distrito da seguinte forma:

### Igreja Católica
- A igreja, com aproximadamente 80 anos, faz parte da Diocese de Araçatuba, sendo a capela dedicada a um dos mais conhecidos títulos Marianos da igreja que é Nossa Senhora do Carmo, Senhora do Escapulário[19].

### Igrejas Evangélicas
- Congregação Cristã no Brasil[20].